# Extended Column Test

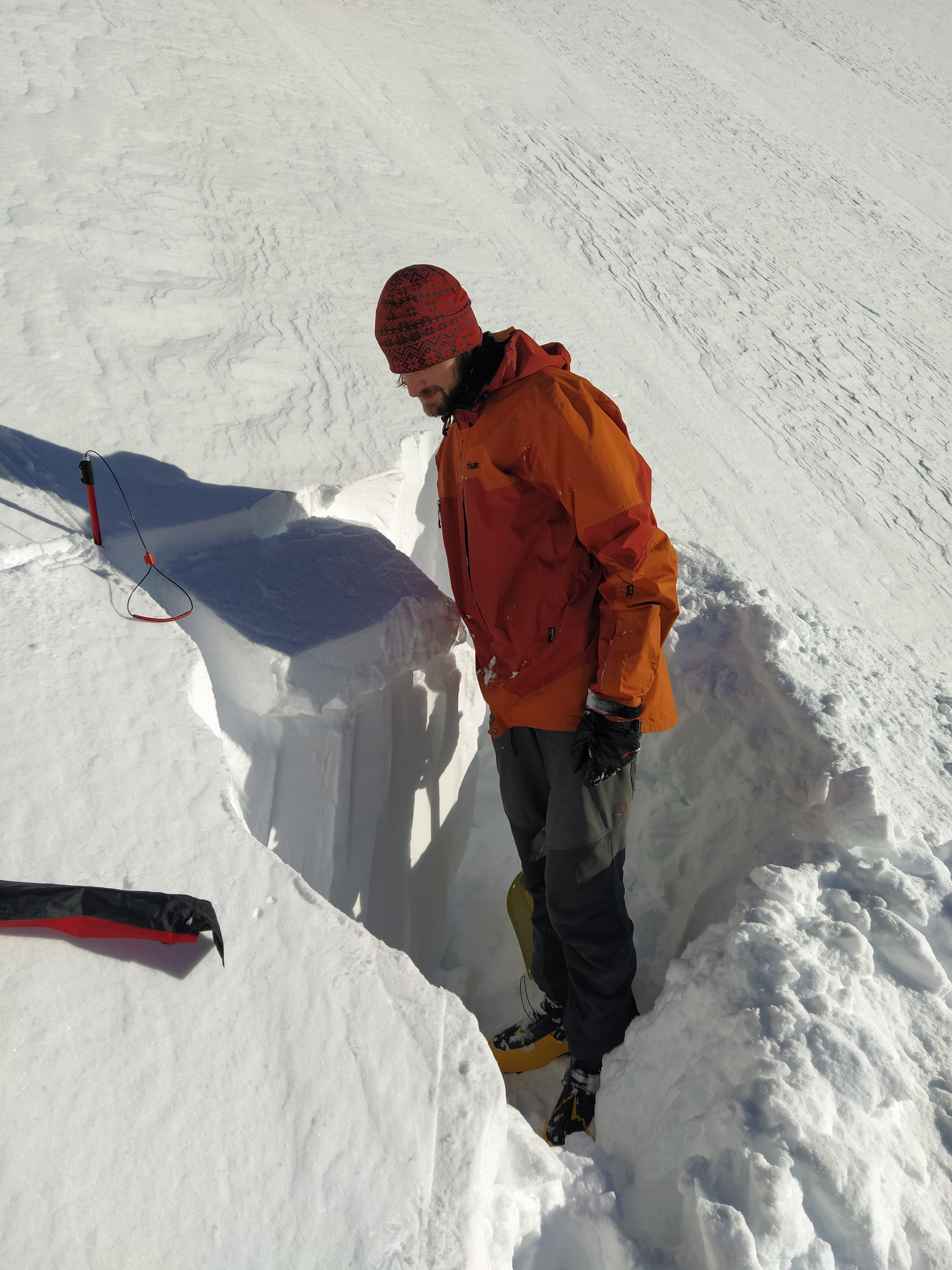
Extended Column Test

 Beim Extended Column Test (kurz ECT), übersetzt etwa "erweiterter Säulentest", handelt es sich um eine Methode, mit der die Stabilität einer Schneedecke untersucht wird, um die Lawinengefahr einzuschätzen. Dabei wird eine Schneesäule mit bestimmten Maßen isoliert und definierten Belastungen ausgesetzt. Mit dem ECT wird die Bruchinitiierung und Bruchausbreitung im obersten Meter der Schneedecke untersucht. Es können Schwachschichten erkannt werden, also Schichten, wo der darüberliegende Teil der Schneedecke schlecht mit dem Schnee darunter verbunden ist. Solche Schwachschichten sind die Voraussetzung von Schneebrettlawinen.
Entwickelt wurde der Test von Karl Birkeland und Ron Simenhois als Erweiterung des einfachen Column Tests.

## Ausführung
Für den Test wird eine rechteckige Schneesäule von 90 cm entlang des Hangs und 30 cm hangaufwärts mit der Höhe von ca. 1 m freigestellt (durch Ausschaufeln eines Grabens um die Säule herum). Entsteht ein durchgehender Bruch in der Schneesäule während des Freistellens, wird das als ECTPV notiert und stellt das schlechtestmögliche Ergebnis in Hinblick auf die Schneedeckenstabilität dar.
Nach dem Freistellen wird das Schaufelblatt auf einer Seite des Blocks aufgelegt und es werden 10 leichte, 10 mittlere und 10 harte Schläge auf das Schaufelblatt ausgeführt. Leichte Schläge bedeuten das Fallenlassen der Hand aus dem Handgelenk, mittlere aus dem Ellenbogen und starke aus der Schulter. Die Schläge werden durchgezählt, das heißt, der erste aus dem Handgelenk ist die 1, der erste aus dem Ellenbogen die 11 und der erste aus der Schulter die 21.

## Aufzeichnung
Wird ein Bruch erzeugt, wird die Nummer des Schlags notiert. Wenn ein Teilbruch auftritt, wird ebenfalls die Schlagzahl notiert und beobachtet, wie viele weitere Schläge es braucht, um den Bruch fortzupflanzen. Für jeden Bruch wird ebenso die Tiefe der Schwachschicht in cm notiert.
| Abkürzung    | Ergebnis |
| ------------ | --- |
| ECTPV        | Komplette Bruchausbreitung während des Freistellens des Blocks.                                                                |
| ECTP##       | Komplette Bruchausbreitung bei Schlag Nummer ##. Oder Teilbruch beobachtet bei Schlag ## und Bruchausbreitung bei Schlag ##+1. |
| ECTN##       | Bruch beobachtet bei Schlag Nummer ##, keine Bruchausbreitung über gesamten Block bei Schlag ## oder Schlag ##+1.              |
| ECTX / ECT31 | Kein beobachteter Bruch in der Schneedecke.                                                                                    |

Ein Teilbruch einer Schwachschicht beim 13. Schlag, 25 cm unter der Schneeoberfläche würde demnach folgendermaßen angegeben: ECTN13@25↓. Wichtig ist, ob die Position der Schwachschicht von oben nach unten oder von Boden aufwärts angegeben wird. Die Observation guidelines and recording standards for weather, snowpack and avalanches setzen die Angabe von oben nach unten, also von der Schneeoberfläche weg als Standard.

## Auswertung
Die Interpretation der Testergebnisse hat sich seit Vorstellung des Tests verändert. Durch wachsende Datensätze konnte im Lauf der Zeit eine deutliche Konkretisierung der Auswertung erzielt werden.
2008 wurde vom Entwickler des Tests noch allgemein bei einem ECTP## von instabilen und bei ECTN von stabilen Verhältnissen gesprochen.
2009 wird von Winkler und Schweizer vorgeschlagen, die Anzahl der Schläge als Stabilitätskriterium aufzunehmen.
2020 wird von Frank Techel et al. eine Einteilung in 4 Stabilitätsklassen vorgeschlagen:
- poor - ECTP ≤ 13
- poor to fair - ECTP > 13 to ECTP ≤ 22
- fair - ECTP > 22 oder ECTN ≤ 10
- good - ECTN > 10

Die Einteilung in vier Klassen erfolgte, um eine Vergleichbarkeit mit der Einteilung des in der Schweiz stark verbreiteten Rutschblocks zu ermöglichen.
2023 wird vom Lawinenwarndienst Bayern das Faltblatt Schneebrettgefahr? herausgegeben. Hier wurden aus didaktischen Gründen folgende Abstufungen für die Interpretation des ECTs gewählt: Für die Bruchinitiierung wurde 0–11 Schläge als sehr schlecht, 12–22 als mittel und 23–31 Schläge als gut interpretiert. Wird dies mit der Bruchfortpflanzung ECTP – schlecht, ECTpp – mittel und ECTN – gut kombiniert, wird daraus auf die Stabilitätsklasse geschlossen.

## Einschränkungen
Der ECT hat sich international schnell als gut durchführbar und zuverlässig erwiesen und wird seit geraumer Zeit sehr häufig angewendet. Daher sind auch die Einschränkungen des Tests bekannt. Schwachschichten die tiefer liegen als 1 m sind mit diesem Test schlecht ansprechbar. Ebenso wird angegeben, dass sehr weiche Schichten im oberen Schneedeckenbereich dazu führen, dass hier mögliche Schwachschichten bzw. deren Brüche nicht erkannt werden.